# Lomnička (Plesná)
Lomnička (németül: Steingrub) Plesná településrésze Csehországban a Karlovy Vary-i kerület Chebi járásában. Központi községétől 2,5 km-re keletre fekszik. A 2001-es népszámlálási adatok szerint 52 lakóháza és 88 lakosa van.